# Krummerne 2 - Stakkels Krumme
Krummerne 2 – Stakkels Krumme er en dansk film fra 1992, instrueret af Sven Methling efter manuskript af John Stefan Olsen. Filmen er den anden film om Krummerne baseret på Thøger Birkelands bøger.

## Medvirkende
- Laus Høybye – Krumme
- Dick Kaysø – Far
- Karen-Lise Mynster – Mor
- Lukas Forchhammer – Grunk
- Line Kruse – Stine
- Tomas Villum Jensen – Per
- Peter Schrøder – Boris
- Jarl Friis-Mikkelsen – Ivan
- Barbara Topsøe-Rothenborg – Yrsa
- Marie Schultz – Nete
- Christian Potalivo – Tom
- Anders Schoubye – Hans
- Buster Larsen – Vicevært Svendsen
- Elin Reimer – Fru Olsen
- Ove Sprogøe – Anders
- Sonja Oppenhagen – Fru Jensen
- Claus Bue – Lærer Jansen
- Allan Olsen – Niels
- Paul Hüttel – Skurk
- Holger Munk – Galopleder
- Holger Perfort – Nabo
- Lillian Tillegreen – Nabokone
- Søren Spanning – Politimand
- Henrik Koefoed – Politimand
- Jan Hertz – Motionsløbsleder
- Henrik Leth – Galopspeaker